# Тіяна Дапчевич
Тіяна Дапчевич (до шлюбу Тодевська) (серб. Тијана Дапчевић (Тодевска)) — сербсько-македонська співачка та музикантка.

## Біографія
Народилась 3 лютого 1976 року в Скоп'є, Югославія. Батько, Велко Тодевські — македонець, професор музичної академії, мати, Бранка Тодевська — сербка, оперна співачка.

### Музична кар'єра
У 5-річному віці почала займатись музикою, а у 7 років почала грати на віолончелі. Під час навчання у школі брала участь у декількох загальнодержавних конкурсах та виборола ряд нагород. Пізніше грала у Македонській філармонії, а також в оркестрі Лейпцига.
В 1999 році закінчила музичну академію за класом віолончель. Працювала ведучою на радіо, телебаченні, а також грала в театрі.
В середині 2000-х років переїхала в Белград, де випустила перший альбом «Као да», виданий компанією «City records».
Тіяна брала участь у численних фестивалях: Skopjefest, Makfest, Sunčane skale, Pjesma mediterana, Beovizija. На фестивалі Sunčane skale в 2002 році зайняла перше місце з піснею «Негатив», наступний альбом мав таку ж назву. В 2004 році на фестивалі у Будві зайнята третє місце, а в 2005 році з піснею «Све је исто само њега нема» — перше. Також зайняла перше місце на фестивалі радіо «S» з піснею «Јулијана».
У 2013 році виборола право представляти Македонію на пісенному конкурсі «Євробачення 2014», де виконала пісню «Победа», однак до фіналу не вийшла.

### Сім'я
Одружена з Міланом Дапчевичем, має сина Вука.
Сестра Тамара Тодевська — також відома співачка.

## Нагороди
- 2002 — Переможець фестивалю у Херцег-Новий з піснею «Негатив»
- 2004 — 3 місце на фестивалі «Будва», с піснею «Не дај»
- 2005 — Переможець фестивалю в Будві з піснею «Све је исто само њега нема»
- 2006 — Переможець радіофестивалю з піснею «Јулијана»
- 2006 — 4 місце на фестивалі «Беовизија» з піснею «Грех»
- 2007 — 2 місце на фестивалі «Врњачка Бања» з піснею «Пламен старе љубави»

## Дискографія
- «Kao da..» (2001)
- «Negativ» (2002)
- «Zemlja mojih snova» (2004)
- «Žuta minuta» (2007)
- «Muzika» (2010)